# إيفرتون سينا
إيفرتون سينا (بالبرتغالية: Antônio Everton Sena Barbosa) هو لاعب كرة قدم برازيلي في مركز الدفاع، ولد في 14 يونيو 1991 في ريسيفي في البرازيل. لعب مع نادي بالميراس.

## وصلات خارجية
- إيفرتون سينا على موقع قاعدة بيانات كرة القدم.إي يو (الإنجليزية)
- إيفرتون سينا على موقع Soccerway.com (الإنجليزية)